# Неголь азійський
Неголь азійський (Limnodromus semipalmatus) — вид прибережних птахів родини баранцевих (Scolopacidae).

## Поширення
Птах поширений в Сибіру, Монголії та на північному сході Китаю. Середовищем його розмноження є трав'янисті заболочені території. Взимку мігрує до Південної Азії та Північної Австралії, хоча місця розмноження та зимівлі маловідомі. Під час міграції та зимівлі завжди трапляється на морських узбережжях.

## Опис
Довжина тіла 33–36 см, маса тіла 127–245 г, розмах крил 59 см. Самиці трохи більші за самців. Дорослі особини мають темні ноги та довгий темний прямий дзьоб, дещо коротший, ніж у неголя довгодзьобого (Limnodromus scolopaceus). Тіло коричневе зверху і руде знизу в шлюбному оперенні. Хвіст має чорно-білий смугастий візерунок. Зимове оперення переважно сіре.

## Спосіб життя
Спосіб життя маловідомий. Зазвичай трапляється парами або невеликими групами. На ділянках, багатих на їжу, трапляється зграями до 100 особин. Здобуває поживу, досліджуючи дзьобом мілководдя чи мул, іноді повністю занурюючи голову. Раціон включає дрібну рибу, личинки комах, молюсків і поліхет.
Гніздиться невеликими колоніями по 6-20 пар, залежно від рівня води. Розмноження відбувається з кінця травня до початку червня . Гнізда, побудовані в неглибокій западині й вистелені травою. Самиця відкладає 2 (рідше 3) яйця. Інкубаційний період триває 22 дні, висиджують обоє батьків.